# Озёрная (река, впадает в Карское море)
Озёрная — река в Красноярском крае России на острове Октябрьской Революции Северной Земли. Является одной из самых крупных рек архипелага, длина реки по разным данным от 57 км до 64 км. Река берет начало во Фьордовом озере, по большей части протекает в юго-западном направлении и впадает в Карское море с образованием дельты. В среднем течении огибает ледниковый купол Вавилова вдоль его юго-восточной границы, где в реку впадает несколько притоков с ледника.